# Ланка, Янис Екабович
Янис Екабович Ланка (латыш. Jānis Lanka; род. 3 августа 1940, Лиепая) — советский латвийский легкоатлет, специалист по многоборьям. 
Наивысших успехов добился в середине 1960-х — начале 1970-х годов, призёр чемпионатов СССР и Спартакиад народов СССР, победитель первенств всесоюзного и республиканского значения, участник летних Олимпийский игр в Мехико. Представлял Ригу и Вооружённые силы. Мастер спорта СССР международного класса. Также известен как преподаватель Латвийской спортивно-педагогической академии. 

## Биография
Янис Ланка родился 3 августа 1940 года в городе Лиепая. В 1958 году окончил местную среднюю школу № 1, после чего в 1959—1963 годах учился в Лиепайском государственном педагогическом институте.
Начал заниматься лёгкой атлетикой в возрасте 17 лет, на соревнованиях выступал за Лиепаю и позднее за Ригу, выступал за добровольное спортивное общество «Даугава» и Советскую Армию соответственно.
С 1965 года входил в число сильнейших латвийских многоборцев, неоднократно побеждал на первенствах Латвийской ССР, становился рекордсменом республики.
Первого серьёзного успеха на всесоюзном уровне добился в сезоне 1967 года, когда на чемпионате страны в рамках IV летней Спартакиады народов СССР в Москве завоевал бронзовую награду в десятиборье.
В 1968 году на чемпионате СССР в Ленинакане стал серебряным призёром, набрав в сумме десятиборья 7972 очка (7854 очка в пересчёте с использованием современных таблиц перевода результатов в баллы). Данный результат в течение 27 лет считался рекордом Латвии, пока в 1995 году его не превзошёл Ройс Пизикс. Благодаря этому успешному выступлению Ланка вошёл в основной состав советской сборной и удостоился права представлять Советский Союз на летних Олимпийский играх в Мехико — в программе десятиборья после девяти дисциплин с результатом в 7227 очков находился на восьмой позиции, однако во время последней десятой дисциплины, бега на 1500 метров, из-за судорог ног сошёл с дистанции.
В 1969 году Янис Ланка стал третьим в матчевой встрече со сборной США в Лос-Анджелесе, выиграл бронзовую медаль на чемпионате СССР по многоборьям в Сочи.
В 1971 году получил серебро на чемпионате страны в рамках V летней Спартакиады народов СССР в Москве.
В 1972 году на чемпионате СССР по многоборьям в Москве занял 12-е место, установив официально ратифицированный IAAF личный рекорд в десятиборье — 7662 очка.
За выдающиеся спортивные достижения удостоен почётного звания «Мастер спорта СССР международного класса».
Завершив спортивную карьеру, в 1976 году окончил аспирантуру Государственного центрального ордена Ленина института физической культуры в Москве, после чего в течение многих лет преподавал в Латвийском государственном институте физической культуры (позднее Латвийской спортивно-педагогической академии). В 1978—1981 годах заведовал кафедрой лёгкой атлетики, в 1986 году возглавил кафедру информатики, биомеханики и спортивных сооружений. Автор ряда книг, научных статей и методических пособий. Профессор. Доктор педагогических наук.